# Графичке технике и технологије
Графичке технике и технологије се састоје од ручних, механичких и хемијских графичких процеса.
Графичке технике подразумевају различите техничке и технолошке поступке, путем којих се отискивањем умножавају цртежи уз помоћ матрице. Матрица је свака обрађена плоча са које се отискује графички лист, тј. графика.

### Технике високе штампе
Технике високе штампе су графичке технике где су линије и облици које желимо да отиснемо, на повишеном делу плоче док су међупростори линија и облика који се не отискују на папир удубљени.
- Дрворез (на плочама уздужног пресека)
- Дрворез (на плочама попречног пресека)
- Линорез
- Гипсорез

### Технике дубоке штампе
Технике дубоке штампе су графичке технике где се линије и облици урезују у плочу и отискују из удубљених места подлоге на коју је нанесена графичка боја. За графичку подлогу обично се користе плоче бакра и цинка. Цртеж се урезује у плочу на два начина: механичким и хемијским путем. 
Механичким путем се цртеж урезује директно руком користећи се графичким алаткама (длетима, иглама и сл.), док се хемијским путем киселином нагриза графичка подлога.
Бакрорез и сува игла спадају у технике механичким путем, док бакропис, акватинта, мецотинта и мека превлака спадају у технике хемијским путем. 
Графички израз техника дубоког отискивања постиже се линијама, тоновима и полутоновима што им даје посебан ликовни карактер, због којег су веома цењене међу сликарским уметницима.
- Бакрорез
- Сува игла
- Бакропис
- Акватинта
- Мецотинта
- Линогравура
- Мека превлака

### Технике равне штампе
Технике равне штампе користе равну плочу као графичку подлогу.
- Литографија

### Технике пропусне штампе
Технике пропусне штампе користе пропусно сито (дрвени или алуминијумски рам на коме је натегнута свила) као графичку подлогу.
- Ситоштампа

### Остале графичке технике
Постоје многе графичке технике које не спадају ни у једну од горе поменутих категорија. Неке од њих су: 
- Монотипија
- Папиротисак

Неке од ових техника су по свом принципу на граници графике.